# Anders Swanson
Anders Swanson – szwedzki zapaśnik walczący w stylu wolnym. Srebrny medalista mistrzostw Europy w 1934 roku. 
Mistrz kraju w 1933 i 1934 roku.